# 溫尼伯格 (伊利諾伊州)
溫尼伯格（英語：Winneberger）是位於美國伊利諾伊州卡爾霍恩縣的一個非建制地區。該地的面積和人口皆未知。

## 地理
溫尼伯格的座標為39°52′47″N 90°35′07″W / 39.87972°N 90.58528°W，而該地的平均海拔高度為201米（即659英尺）。